# ポズナン暴動

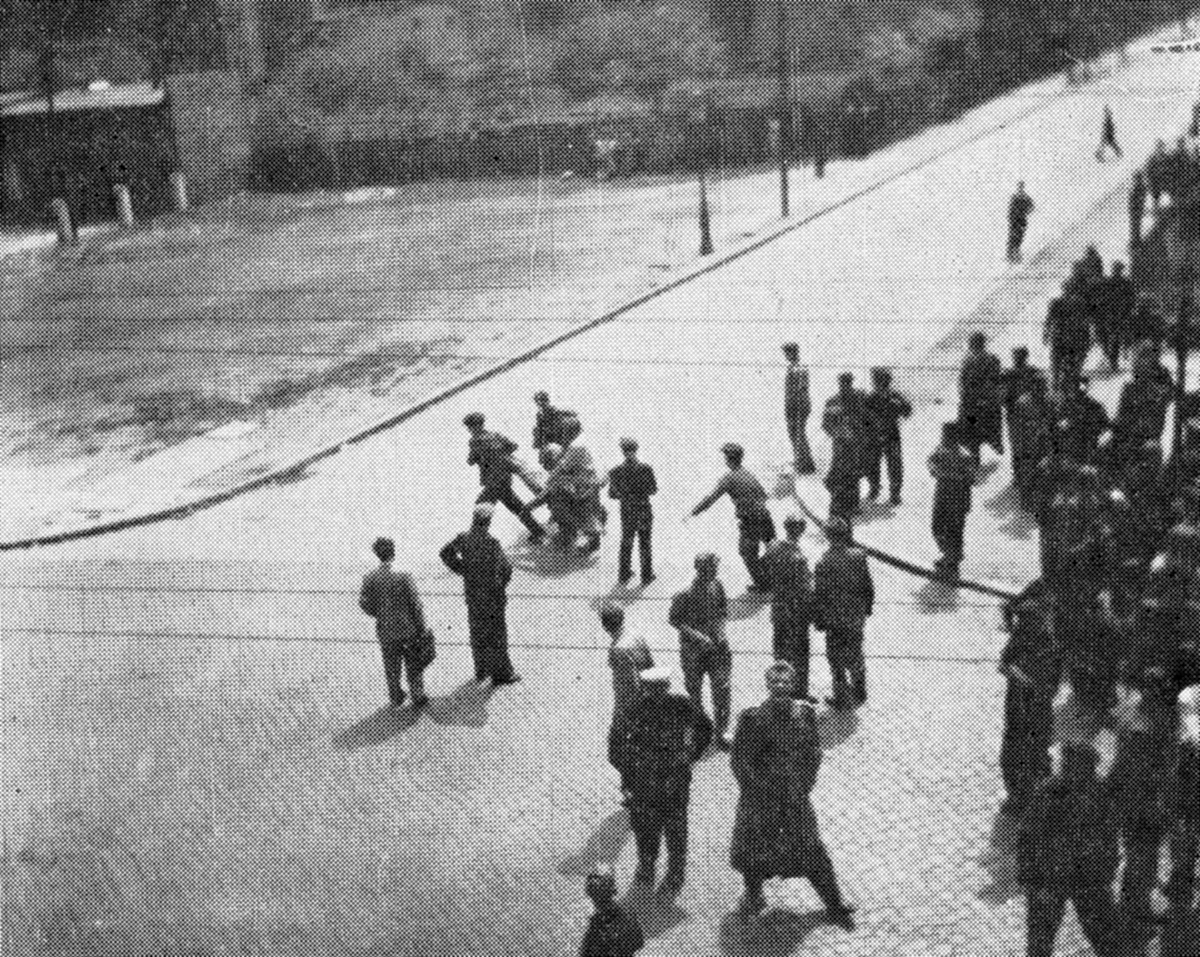
ポズナン暴動

ポズナン暴動（ポズナンぼうどう）は、ポーランド西部の都市ポズナンで1956年6月28日に起きた大衆暴動である。ポズナニ暴動、ポズナニ事件ともいう。

## 事件の概要
1956年2月に、ソ連共産党第20回大会で、党第一書記フルシチョフはスターリン批判の演説をおこなった。この演説は、ソ連のみならず東欧諸国に衝撃を与えた。ポーランドでもスターリン主義のもと密告や粛清などにより多くの人が冤罪で告発され大きな苦難を強いられていたが、スターリン批判の影響は計り知れなかった。ソ連訪問中だった大統領ボレスワフ・ビェルトが急死したのも、スターリン批判にショックを受けての心臓発作によるものと言われている（自殺説もある）。

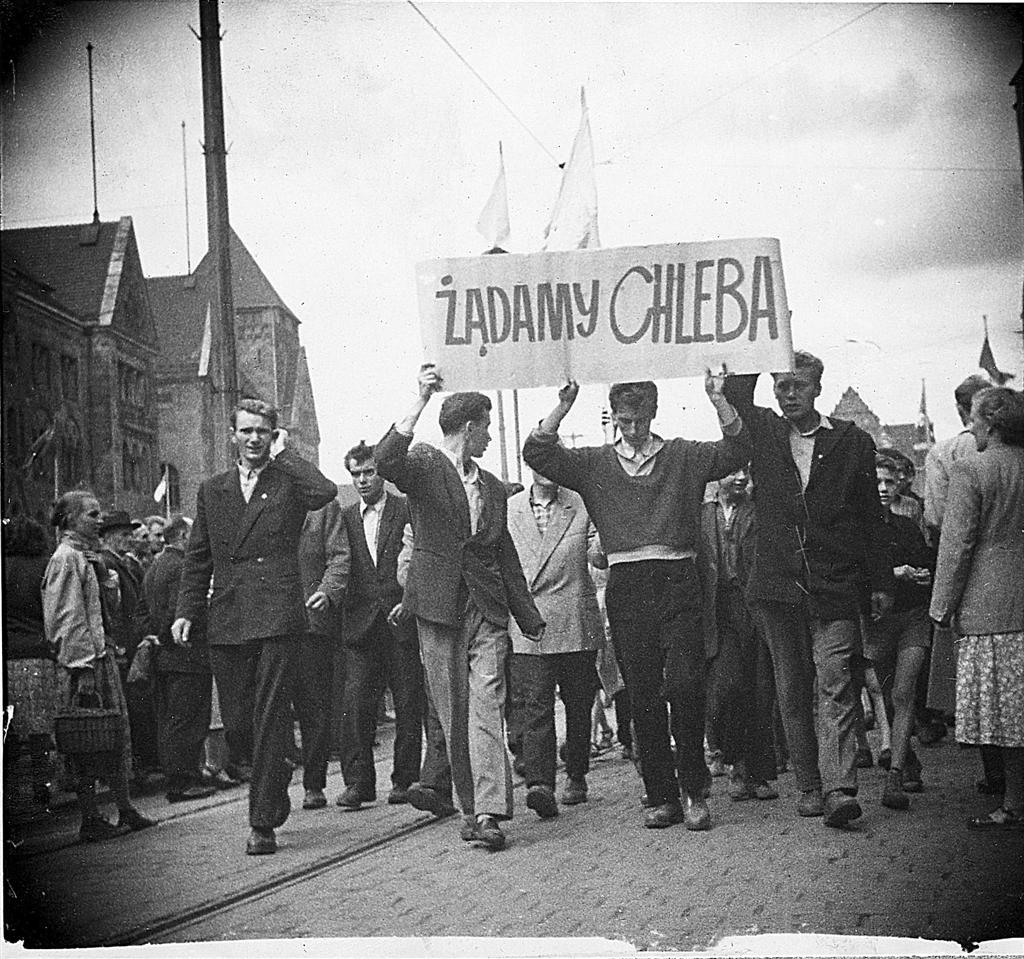
デモ行進する労働者
_{プラカードにはパンをよこせ!とある}

だが、こうした中でも人々の生活は安定し暴動などは全く起こらなかったものの、給料の未払いなどが度々起こるなど体制の綻びが見え始めていた。ポズナンのスターリン名称工場ではこれを是正するため首相との会見を要求する事態にまで発展し、1956年6月28日にはポズナンの人々がデモ行進するに至る。政府はデモに対して強硬策に出たことから、最初は穏健だったデモが暴徒化し商店や警察・刑務所などを襲撃。午後になって軍隊が投入され、暴動は鎮圧された。死傷者は100名を超えると推定されている。

## 事件の影響
当局は当初、反共主義者の煽動によるものとの見解を示したものの、数日後には政府自ら失策を認めた。同年10月21日には追放されていたヴワディスワフ・ゴムウカがポーランド統一労働者党第一書記に選出され、分権化を進めた経済改革が開始されることになる。一時はソ連による軍事介入が懸念されたが、すんでのところで回避され自主的な形で事態の収拾が成ることになった。だがポーランド政府とソ連の間には確執が生じ、その後プラハの春でチェコスロバキアへの軍事介入で共同歩調を取るまで両者の関係には距離を生んだ。
この事件は同年10月に隣国で起きたハンガリー動乱にも大きな影響を与えた。ハンガリー動乱は、ソ連が軍事介入し、ナジ・イムレが処刑され、死者が17000人に上り、20万人が難民となった。
2006年6月28日、50周年を記念する式典がポズナンをはじめ、ポーランド各地で行われた。